# Kunstfestspiele Herrenhausen
Die Kunstfestspiele Herrenhausen (Eigenschreibweise: KunstFestSpiele Herrenhausen) sind von der Landeshauptstadt Hannover seit 2010 veranstaltete internationale und genre-übergreifende Festspiele der modernen Künste. Sie finden jährlich im Mai in den historischen Räumen der Herrenhäuser Gärten und wechselnden Orten in der Stadt Hannover statt. Die erste Ausgabe fand 2010 statt.

## Spielstätten
Schauplätze der Kunstfestspiele Herrenhausen sind vorwiegend die Galerie, Orangerie und das Arne-Jacobsen-Foyer der Herrenhäuser Gärten. Ebenso werden unregelmäßig im Großen Garten, Berggarten und Georgengarten Installationen oder Performances gezeigt. Seit 2019 wird auch der Ehrenhof des Herrenhäuser Schlosses bespielt. Konzerte finden auch im weiteren Stadtgebiet statt, wie in der Marktkirche, im Kuppelsaal, im Schauspielhaus, in der Eilenriedehalle, im Capitol, im Kulturzentrum Faust, in der Christuskirche, der  Lutherkirche, in der Musikhochschule Hannover, im Kulturzentrum Pavillon sowie im Volkswagenwerk Hannover. Im Rahmen der Feierlichkeiten zum 10-jährigen Jubiläum waren Stadtraumprojekte in der Nordstadt und im Georgengarten zu sehen. 2020 wurde zudem die Hockeyhalle des DHC Hannover als feste Spielstätte vorgestellt.
Als Ort der Begegnung dient seit 2016 ein Festivalzentrum, von 2016 bis 2021 ein Spiegelzelt, das während der Festspielzeit an den Herrenhäuser Gärten aufgebaut wird und Gäste kulinarisch von der Freitagsküche aus Frankfurt versorgt werden. Abends finden neben Künstlergesprächen kuratierte Clubkonzerte statt.

## Geschichte

### 2010
Unter dem Motto „Macht des Spiels“ starteten im Juni 2010 die ersten Kunstfestspiele Herrenhausen. Hervorgegangen aus den Festwochen Herrenhausen präsentierte die Landeshauptstadt Hannover vom 4. bis 27. Juni 2010 unter neuer Festivalleitung ein europäisches Festivalformat, das mit Veranstaltungen aus den Bereichen Oper, Konzert, bildende Kunst, Philosophie und Wissenschaft eine Brücke vom Barock bis in die heutige Zeit schlägt. Elisabeth Schweeger war erste Intendantin.

### 2011
„Entfesselte Welten“ lautete das Motto der Kunstfestspiele Herrenhausen, die vom 27. Mai bis 19. Juni 2011 stattfanden. Gezeigt wurde ein interdisziplinäres Programm mit 26 Veranstaltungen in 24 Tagen, das tradierte Grenzen überschritt und den Dialog der Disziplinen verfolgte.

### 2012
Die dritten Kunstfestspiele Herrenhausen fanden vom 1. bis 17. Juni 2012 unter dem Motto „Fragiles Gleichgewicht“ statt.

### 2013
Die vierten Kunstfestspiele Herrenhausen standen unter dem Motto „Heimat Utopie“ und fanden vom 1.–22. Juni 2013 statt.

### 2014
Vom 6. Juni bis zum 1. Juli und vom 19. bis zum 28. September 2014 präsentierten die Kunstfestspiele Herrenhausen unter anderem Konzerte, Musiktheater, Diskussionen unter dem Motto „Verhältnisse“.

### 2015
Unter dem Motto „Gegen den Strich“ präsentierten die sechsten Kunstfestspiele Herrenhausen vom 29. Mai bis zum 14. Juni 2015 Rebellen der Kunst aus Amerika, China und Europa. Nach sechs Festival-Durchführungen verabschiedete sich Intendantin Elisabeth Schweeger.

### 2016
Ab 2016 übernahm der Dirigent Ingo Metzmacher die Intendanz. Vom 13. bis 29. Mai 2016 begaben sich die Kunstfestspiele mit neuen Spielorten weiter in die Stadt Hannover hinein, sie bewahren aber gleichzeitig Herrenhausen – die barocken Gärten sowie Orangerie und Galerie – als ihr natürliches Zentrum und Hauptspielort. Die Öffnung zur Stadt, neue Formate und die Ansprache neuer Publikumsschichten brachten den KunstFestSpielen 2016 einen großen Besuchererfolg.

### 2017
Vom 5. bis 21. Mai 2017 präsentierten die Kunstfestspiele in Herrenhausen und an drei Spielstätten innerhalb der Stadt 18 Produktionen aus den Bereichen Musiktheater, Konzert, Theater, Performance und Installation. Höhepunkt der Spielzeit war das Konzert Surrogate Cities von Heiner Goebbels im zur Konzerthalle umgewidmeten Transporterwerk von Volkswagen Nutzfahrzeuge.
Rund 13.700 Besucher besuchten das Festival. Die Auslastung lag bei knapp 91 Prozent.

### 2018
Die neunte Durchführung fand vom 18. Mai bis 3. Juni 2018 statt. Höhepunkte waren u. a. das Berlioz Requiem im Kuppelsaal, die Lecture on Nothing von Robert Wilson oder die Uraufführung von „KreisIncrease“ der Komponistin Brigitta Muntendorf. Die Lichtinstallation „Best of All“ von Tim Etchells an der Glasfassade des Arne Jacobsen Foyers war einer der größten Besuchermagnete.

### 2019
Zur 10. Ausgabe der Kunstfestspiele vom 10. bis 26. Mai 2019 besuchten rund 18.500 Besucher die rund 90 genreübergreifende Veranstaltungen. Darüber hinaus feierten 15.000 Besucher das öffentliche 10. Geburtstagsfest am 12. Mai. Die Auslastung der Veranstaltungen lag im Durchschnitt bei 90 %.

### 2020
Die 11. Ausgabe der Kunstfestspiele wurde aufgrund der COVID-19-Pandemie in Niedersachsen auf den Herbst 2020 verlegt. Die Bühnen-Veranstaltungen fanden mit deutlich geringeren Ticketkapazitäten vom 23. September bis 11. Oktober statt. Das Programm beinhaltete 75 Veranstaltungen, unter anderem vier Uraufführungen, drei Auftragsproduktionen, fünf deutsche Erstaufführungen und drei Koproduktionen. Eröffnet wurden die Kunstfestspiele 2020 von hannoverschen Oberbürgermeister Belit Onay mit einer Laser- und Klanginstallation an der Großen Fontäne im Großen Garten.

### 2021
Die 12. Ausgabe der Kunstfestspiele begann am 13. Mai 2021 aufgrund der COVID-19-Pandemie mit digitalen Formaten und wurde um eine Woche bis zum 6. Juni 2021 verlängert, um ein analoges Bühnenprogramm bei sinkender COVID-19-Inzidenz durchführen zu können. Pandemiebedingt wurde die Hälfte der Veranstaltungen unter freiem Himmel gezeigt. Das Bühnenprogramm begann mit der Uraufführung von Heiner Goebbels Liberté d'Action auf einer Outdoor-Bühne im Großen Garten der Herrenhäuser Gärten. Zu den künstlerischen Höhepunkten gehörten Konzerte mit Patricia Kopatchinskaja, Derya Yildirim, Ryoji Ikeda und Georg Nigl, eine Bootsfahrt auf der Graft der Künstlergruppe YRD.Works, eine Lichtinstallation von Mischa Kuball und eine Tanzperformance von Marlene Monteiro Freitas.

### 2022
Die 13. Ausgabe der Kunstfestspiele fand vom 12. bis 29. Mai 2022 statt. Ein Höhepunkt war die Uraufführung des Auftragswerks rwḥ 1–4 (gesprochen rúach) des Komponisten Mark Andre mit 200 Sänger und Sängerinnen von sechs Hannoveraner Chören im Kuppelsaal des HCC. Insgesamt erlebten rund 12.600 Besucher die Produktionen der KunstFestSpiele 2022. Die Auslastung war, wie an vielen anderen Kulturorten auch, stark von der Pandemie beeinflusst und lag bei rund 60 %.

### 2023
Die 14. Ausgabe fand vom 11. bis 28. Mai statt und wurde erstmals im Schauspielhaus Hannover eröffnet. Höhepunkte der Ausgabe waren die 8. Symphonie von Gustav Mahler, dirigiert von Ingo Metzmacher, im ausverkauften Kuppelsaal und der KunstFestSpiele Tag am 21. Mai.
Die Kunstfestspiele verzeichneten 2023 einen neuen Besucherrekord. Insgesamt erlebten rund 20.000 Besucher die Produktionen der KunstFestSpiele.

### 2024
Die 15. Ausgabe fand vom 16. Mai bis 2. Juni 2024 statt. Eröffnet wurde diese Festivalausgabe mit der Open-Air-Kunstinstallation Floating Earth des britischen Künstlers Luke Jerram. Die schwimmende Erdkugel zog zahlreiche Besucher zum Maschteich am Neuen Rathaus und war einer der Höhepunkte dieser Festivalausgabe. Zu den Highlights der 2024 zählte das musikalische Großwerk MASS: A Theatre Piece for Singers, Players, and Dancers von Leonard Bernstein, das im Kuppelsaal des HCC seine hannoversche Erstaufführung feierte.

## Intendanten
- Elisabeth Schweeger (2009–2015)
- Ingo Metzmacher (2015–2025)
- Brigitta Muntendorf (ab 2026)

## Künstler
Zu den Künstlern und Kompanien, die bei den Kunstfestspielen gezeigt wurden, gehören u. a. Emeka Ogboh, Abel Selaocoe, Lia Rodrigues, Kronos Quartet, Marta Górnicka, Trajal Harrell, BERLIN, Benjamin Abel Meirhaeghe, Xiao Ke x Zi Han, Wantoch Rekowski/Pommerehn/Rodrigez, Barbara Hannigan, Heiner Goebbels, Jordi Gali, Vlatka Horvat, Tim Etchells, Peter Sellars, Ensemble Modern, Gidon Kremer, Romeo Castellucci, Brigitta Muntendorf, Rebecca Saunders, Pierre-Laurent Aimard, Robert Wilson, Rabih Mroué, graindelavoix, Eszter Salamon, Tabea Zimmermann, Michel van der Aa, Emanuel Gat, Steve Reich, Lemi Ponifasio, Isabelle Faust, Jack Quartet, Ensemble Resonanz, Michael Beutler, Michael Sailstorfer, Igor Levit, Tino Sehgal, Musica Assoluta, Jan Lauwers & Needcompany, Marino Formenti, Olaf Nicolai, Roman Signer, Patricia Kopatchinskaja und Ryoji Ikeda.